# ジョナサン・クロフォード
ジョナサン・ニール・クロフォード（Jonathan Neal Crawford, 1991年11月1日 - ）は、 アメリカ合衆国フロリダ州オキーチョビー郡オキーチョビー出身のプロ野球選手（投手）。右投右打。